# Podole Wielkie
Podole Wielkie (deutsch Groß Podel, kaschubisch Wieldżé Pòdolé, auch nur Pòdolé, slowinzisch Pɵdʉ̀ɵ̯lė) ist ein Dorf der Landgemeinde Główczyce im Powiat Słupski der Woiwodschaft Pommern in Polen. 

## Lage
Padole Wielkie liegt in Hinterpommern, etwa 16 km westnordwestlich der Stadt Lębork (Lauenburg in Pommern), 15 km südlich des Lebasees an der Ostsee und 2 km nordöstlich des Dorfs Stowięcino (Stojentin).

## Geschichte
Das Rittergut Groß Gohren war im Jahr 1519 ein Lehen der Stojentin (Adelsgeschlecht). 1590 gab es in dem Dorf 21 Bauernhöfe, von denen einer unbewirtschaftet war, und acht Kossäten. Den Rittersitz hatte Ewald von Osten inne. Ihm unterstanden 15 Bauern und drei Kossäten. Um 1784 befand sich das Dorf im Besitz von Dietrich Freiherr von Puttkamer. Zu diesem Zeitpunkt gab es dort ein Vorwerk, acht Bauern, einen Kossäten, eine Schmiede, einen Schulmeister, auf der Feldmark die beiden Vorwerke Mukry und Ulrichsfelde, eine Schäferei, verschiedene Büdner, eine Wassermühle und insgesamt 45 Haushaltungen. Im Jahr 1820 wurde das Gut in ein Allodialgut (Freigut) umgewandelt. 1841 erwarb Philipp von Braunschweig Groß Podel für 113.000 Taler und wurde Herr auf Sorchow, Groß Podel und Wollin. Das Gut befand sich danach im Besitz seiner Erben. 1925 standen in dem Dorf 52 Wohngebäude.
Vor 1945 war das Dorf Groß Podel  der Hauptwohnort der zum Amtsbezirk Stojentin gehörigen Gemeinde Groß Podel im  Landkreis Stolp, Regierungsbezirk Köslin, der Provinz Pommern. Auf dem Gemeindegebiet gab es  zehn Wohnplätze:
1. Bandemershof
2. Bauernhain
3. Groß Podel
4. Kolischnitz
5. Mockree
6. Mühle
7. Privatforsthaus
8. Sandkaten
9. Schlagbaum
10. Schneidemühle

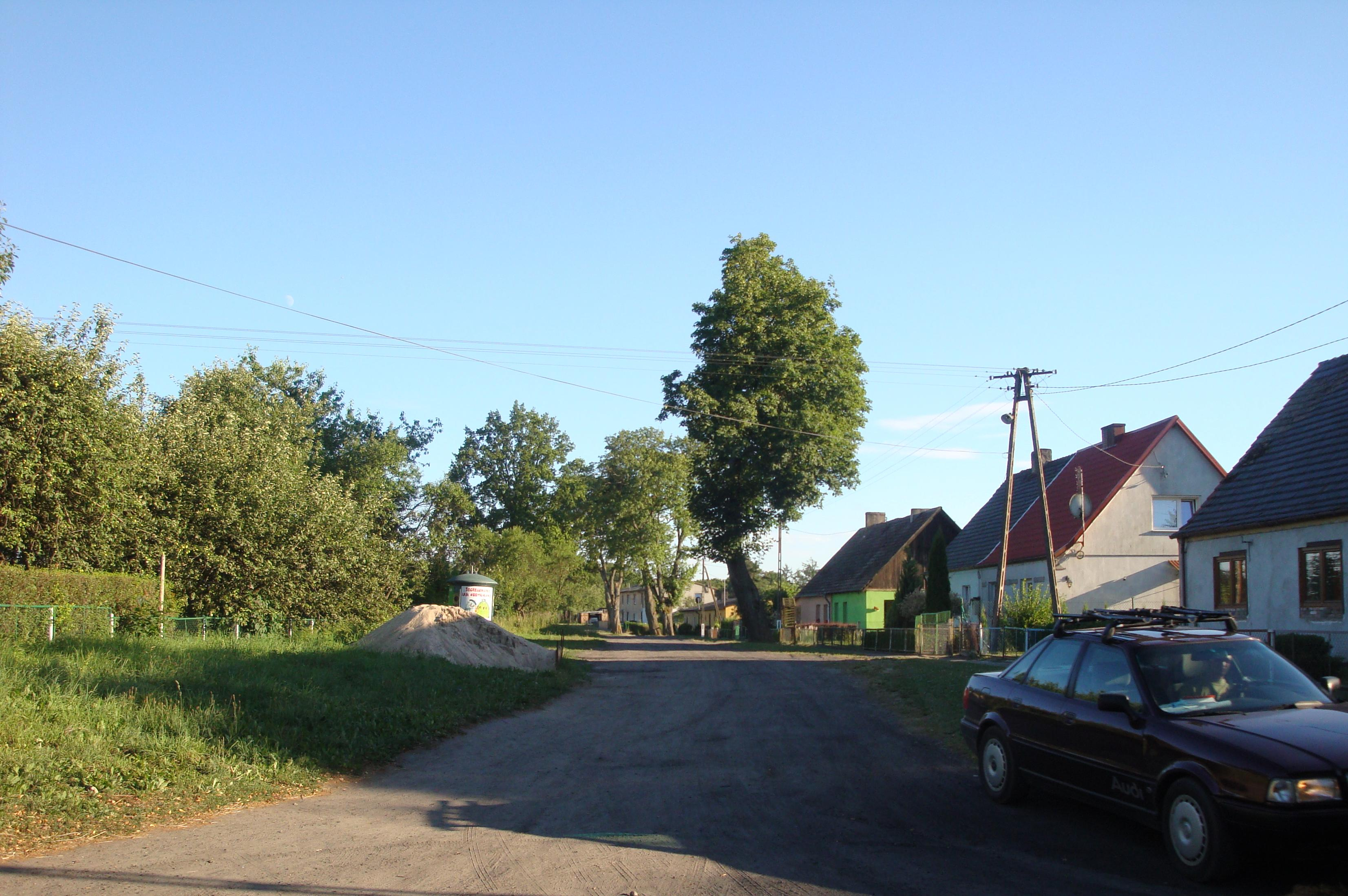
Dorfstraße

Die Gemeindefläche war 1823  Hektar groß. 1939 wurden insgesamt 91 Haushaltungen und 402 Einwohner gezählt. 
Gegen Ende des Zweiten Weltkriegs wurde Groß Podel am 9. März 1945 von der Roten Armee besetzt und bald darauf unter die Verwaltung der Volksrepublik Polen gestellt 
und in Podole Wielkie umbenannt. Die Dorfbewohner wurden nach und nach vertrieben, u. a. mit einem Transport vom 1. September 1947. 
Nach Kriegsende wurden in Westdeutschland 154 und in der DDR 160 aus Groß Podel vertriebene Dorfbewohner ermittelt.
Im Jahr 2008 hatte das Dorf 260 Einwohner.